# Hans Bunte
Hans Hugo Christian Bunte (Wunsiedel, 25 de dezembro de 1848 – Karlsruhe, 17 de agosto de 1925) foi um químico alemão.
Estudou química, física e matemática na Polytechnische Schule em Stuttgart, continuando os estudos na Universidade de Heidelberg e na Universidade de Erlangen, onde obteve um doutorado em 1869. Foi assistente privado de Emil Erlenmeyer em Munique.
Obteve a habilitação em 1872 na Universidade Técnica de Munique. Como especialista em gases na área de tecnologia de combustíveis e combustão, apresentou suas primeiras aulas sobre alcatrão, determinação do poder calorífico da combustão, análise de gás de exaustão e gás de iluminação. De 1874 a 1876 trabalhou com Nikolaus Heinrich Schilling na Münchner Gasbeleuchtungsgesellschaft e desenvolveu com ele o Münchner Generatorofen para produção de gás a partir do carvão.
Por iniciativa de Carl Engler tornou-se em 1887 professor ordinário de química tecnológica da Universidade de Karlsruhe. Em 1907 a Deutscher Verein des Gas- und Wasserfaches (DVGW) erigiu por instigação de Bunte a Lehr- und Versuchsgasanstalt, abreviadamente Gasinstitut, da qual foi o diretor (atual Engler-Bunte-Institut). Na década de 1910 Ernst Terres foi seu assistente. Em 1919 tornou-se professor emérito.
Em 1887 inventou a bureta de Bunte, um aparelho para análise de gases. Encontrou o grupo dos sais de Bunte (em alemão:  Bunte-Salze).
Seu filho Carl Gustav Bunte (1878–1944) foi mais tarde também químico e professor da Universidade de  Karlsruhe.
Está sepultado no Hauptfriedhof Karlsruhe.